# Schoonhoven

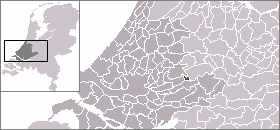
läge i Zuid-Holland

Schoonhoven är en historisk kommun i provinsen Zuid-Holland i Nederländerna. Kommunens totala area är 6,96 km² (där 0,62 km² är vatten) och invånarantalet är på 12 303 invånare (2004).